# 759
759 је била проста година.

## Догађаји
- Википедија:Непознат датум — Владавина династије Абасида у Багдаду.

- Википедија:Непознат датум — Битка код Ришког превоја Цар Константин V поново напада Бугаре, али његове снаге су поражене из заседе док прелазе Ришки превој, близу Старе планине. Бугарски владар (каган) Винех не користи свој успех и почиње мировне преговоре.

- Опсада Нарбоне: Франци под краљем Пипином III поново освајају Нарбон од муслимана, након седмогодишње опсаде. Он их потискује преко Пиринеја, а муслимани се повлаче у срце Андалузије након 40 година окупације. Влада над градом је додељена визиготском грофу Милу.
- 24. јул – Краља Освулф од Нортумбрије убијају чланови његовог обезбеђења у Маркет Вејтону. Деирански властелин, Етелвалд Мол, који је вероватно учествовао у краљеубиству, крунисан је за краља Нортумбрије. Могуће је да је био потомак покојног краља Освина од Деире.
- Велика зима у Енглеској. Мраз почиње 1. октобра, а завршава се 26. фебруара 760. године.
- Калиф Ел-Мансур из Абасидског калифата покреће освајање Табаристана (на јужној обали Каспијског језера). Његов владар, Хуршид II, бежи у планински регион Дајлам.
- Лушанска побуна: Танг снаге под командом Гуо Цијија опседају град Јанђинг (северна Кина) док повећавају своје напоре да окончају побуну.